# Liste der Kapellen im Eichsfeld
In dieser Liste der Kapellen im Eichsfeld sind die Kapellen und Klüschen derjenigen Orte aufgeführt, die zum historischen Eichsfeld gehören. Sie ist primär nach Orten sortiert, unabhängig davon, ob es sich um Ortsteile, Gemeinden oder Städte handelt. Bei Gemeinden, die aus mehreren Ortsteilen bestehen, sind diese einzeln gelistet. Aufgeführt sind nicht nur freistehende Kapellen, sondern auch solche, die Teil eines größeren Gebäudekomplexes sind, nicht erfasst sind Friedhofskapellen. Eine klare Abgrenzung zwischen einer großen Kapelle und kleinen Kirche ist nicht immer möglich.

## Kapellen im Eichsfeld
| Ort                     | Name                                                 | Landkreis             | Bistum/Landeskirche | Besonderheit | Bild |  |
| ----------------------- | ---------------------------------------------------- | --------------------- | ------------------- | --- | ---- |  |
| Beinrode                | Kapelle St. Michael                                  | Landkreis Eichsfeld   |                     | Gutskapelle |      |  |
| Beuren                  | Kapelle Burg Scharfenstein                           | Landkreis Eichsfeld   |                     | |      |  |
| Beuren                  | Marienkapelle                                        | Landkreis Eichsfeld   | Bistum Erfurt       | am Ende eines Freilandkreuzwegs |      |  |
| Bickenriede             | Marienkapelle                                        | Landkreis Eichsfeld   | Bistum Erfurt       | am Ende des Stationsweges |      |  |
| Bilshausen              | Vierzehnheiligen-Kapelle                             | Landkreis Göttingen   | Bistum Hildesheim   | |      |  |
| Bilshausen              | St. Marien-Klus                                      | Landkreis Göttingen   | Bistum Hildesheim   | auf dem Hessenberg |      |  |
| Birkenfelde             | Maria-Hilf-Kapelle                                   | Landkreis Eichsfeld   | Bistum Erfurt       | auf der Hennefeste |      |  |
| Birkungen               | Waldkapelle St. Helena                               | Landkreis Eichsfeld   | Bistum Erfurt       | am Ende des Stationsweges |      |  |
| Bodenstein              | Burgkapelle Burg Bodenstein                          | Landkreis Eichsfeld   | EKM                 | |      |  |
| Burgwalde               | Bonifatiuskapelle                                    | Landkreis Eichsfeld   | Bistum Erfurt       | Wallfahrt auf den Brink |      |  |
| Deuna                   | Marienkapelle                                        | Landkreis Eichsfeld   | Bistum Erfurt       | am Ende des Stationsweges |      |  |
| Dingelstädt             | Josef-Kapelle                                        | Landkreis Eichsfeld   | Bistum Erfurt       | im St.-Joseph-Institut |      |  |
| Duderstadt              | Franz-von-Assisi-Kapelle                             | Landkreis Göttingen   |                     | auf Gut Herbigshagen |      |  |
| Duderstadt              | St. Joseph-Kapelle                                   | Landkreis Göttingen   | Bistum Hildesheim   | im Haus St. Georg |      |  |
| Duderstadt              | Laurentius-Kapelle                                   | Landkreis Göttingen   | Bistum Hildesheim   | im St.-Laurentiusstift |      |  |
| Duderstadt              | St. Martini-Kapelle                                  | Landkreis Göttingen   | Bistum Hildesheim   | im St.-Martini-Krankenhaus Duderstadt |      |  |
| Effelder                | Maria-Hilfe-Kapelle                                  | Landkreis Eichsfeld   | Bistum Erfurt       | am Stationsweg |      |  |
| Ershausen               | Gute-Born-Kapelle                                    | Landkreis Eichsfeld   | Bistum Erfurt       | |      |  |
| Ershausen               | Hauskapelle                                          | Landkreis Eichsfeld   | Bistum Erfurt       | im St. Johannes-Stift |      |  |
| Etzelsbach              | St. Marien                                           | Landkreis Eichsfeld   | Bistum Erfurt       | Wallfahrtskapelle |      |  |
| Geismar                 | St. Bonifatius                                       | Landkreis Eichsfeld   | Bistum Erfurt       | Franziskanerkloster Hülfensberg |      |  |
| Gerblingerode           | Kapelle am Lindenberg                                | Landkreis Göttingen   | Bistum Hildesheim   | errichtet für die nach 1945 verloren gegangene Kapelle im Duderstädter Wald                                                                                    |      |  |
| Gerblingerode           | Kapelle im Kolping-Ferienparadies Pferdeberg         | Landkreis Göttingen   | Bistum Hildesheim   | |      |  |
| Germershausen           | Klosterkapelle St. Augustinus                        | Landkreis Göttingen   | Bistum Hildesheim   | im Augustinerkloster |      |  |
| Gieboldehausen          | Dodenhäuser Kapelle                                  | Landkreis Göttingen   | Bistum Hildesheim   | |      |  |
| Günterode               | Antoniusklus                                         | Landkreis Eichsfeld   | Bistum Erfurt       | Vorgängerbau vermutlich an einem bewachten Übergang in der „Heiligenstädter Landwehr“ entstanden                                                               |      |  |
| Heiligenstadt           | Drei-Linden-Kapelle                                  | Landkreis Eichsfeld   |                     | klusartige Kapelle auf dem Iberg |      |  |
| Heiligenstadt           | Klöppelsklus                                         | Landkreis Eichsfeld   |                     | erbaut 1716? auf dem Iberg an der alten Geleitstraße |      |  |
| Heiligenstadt           | St. Annenkapelle                                     | Landkreis Eichsfeld   | Bistum Erfurt       | auf dem Kirchhof von St. Marien |      |  |
| Heiligenstadt           | Maria-Hilf-Kapelle                                   | Landkreis Eichsfeld   | Bistum Erfurt       | auf dem Kirchhof von St. Ägidien |      |  |
| Heiligenstadt           | St. Georgs-Kapelle                                   | Landkreis Eichsfeld   | Bistum Erfurt       | Hospital „Zum Heiligen Geist“ (mit separater Hauskapelle) erbaut 14./15. Jahrhundert im Dreißigjährigen Krieg stark beschädigt und 1684 wieder aufgebaut       |      |  |
| Heiligenstadt           | Kapelle Bergkloster, Hl. Familie                     | Landkreis Eichsfeld   | Bistum Erfurt       | im Bergkloster (Generalat SMMP) |      |  |
| Heiligenstadt           | Krankenhauskapelle „St. Mater Dolorosa“              | Landkreis Eichsfeld   | Bistum Erfurt       | am St. Vinzenz-Krankenhaus |      |  |
| Heiligenstadt           | St. Johannes-Kapelle                                 | Landkreis Eichsfeld   | EKM                 | am Johanniterhaus Richteberg |      |  |
| Helmsdorf               | Gethsemane-Kapelle                                   | Landkreis Eichsfeld   | EKM                 | |      |  |
| Hundeshagen             | Klüschen                                             | Landkreis Eichsfeld   | Bistum Erfurt       | |      |  |
| Immingerode             | Klus                                                 | Landkreis Göttingen   | Bistum Hildesheim   | |      |  |
| Kallmerode              | Peter-und-Pauls-Kapelle                              | Landkreis Eichsfeld   | Bistum Erfurt       | am Ende des Stationswegs am Kallmeröder Winterberg |      |  |
| Kalteneber              | Kaltenebersche Klus                                  | Landkreis Eichsfeld   | Bistum Erfurt       | erbaut 1768 an der alten Geleitstraße zwischen Heiligenstadt und Eschwege Länge und Breite 7 m am Ende des Stationsweges am Ebersberg                          |      |  |
| Kefferhausen            | Werdigeshäuser Kirche St. Cyriakus                   | Landkreis Eichsfeld   | Bistum Erfurt       | erbaut 1756 an Stelle des alten Dorfes Dreifaltigkeitswallfahrt nach Werdigeshausen                                                                            |      |  |
| Kella                   | Kapelle zum Heiligen Kreuz                           | Landkreis Eichsfeld   | Bistum Erfurt       | |      |  |
| Kirchgandern            | Magdalenen-Kapelle                                   | Landkreis Eichsfeld   | Bistum Erfurt       | |      |  |
| Kirchworbis             | Valentinskapelle                                     | Landkreis Eichsfeld   | Bistum Erfurt       | |      |  |
| Kreuzebra               | Kapelle Steinhagen                                   | Landkreis Eichsfeld   | Bistum Erfurt       | Die Kapelle Steinhagen liegt am Dünwanderweg von der Burg Scharfenstein zur „Schönen Aussicht“.                                                                |      |  |
| Küllstedt               | Antoniuskapelle                                      | Landkreis Eichsfeld   | Bistum Erfurt       | am Stationsweg |      |  |
| Lengenfeld unterm Stein | Kapelle                                              | Unstrut-Hainich-Kreis | Bistum Erfurt       | Im Elisabethkrankenhaus |      |  |
| Lengenfeld unterm Stein | Heilandkapelle                                       | Unstrut-Hainich-Kreis | EKM                 | |      |  |
| Lindau                  |                                                      | Landkreis Northeim    | Bistum Hildesheim   | im St. Marienstift |      |  |
| Neuendorf               | Antoniuskapelle                                      | Landkreis Eichsfeld   | Bistum Erfurt       | |      |  |
| Niederorschel           | Marienkapelle                                        | Landkreis Eichsfeld   | Bistum Erfurt       | im Klüschen |      |  |
| Neustadt                | Waldkapelle                                          | Landkreis Eichsfeld   | Bistum Erfurt       | am Stationsweg |      |  |
| Siemerode               | Magdalenenkapelle                                    | Landkreis Eichsfeld   | Bistum Erfurt       | 1703 bis 1706 erbaut 1615 bis 1825 Wallfahrtsort 1926 in Besitz der Kirchgemeinde                                                                              |      |  |
| Tiftlingerode           | St. Nikolaus-Kapelle                                 | Landkreis Göttingen   | Bistum Hildesheim   | Rest der ehemaligen St. Nikolauskirche |      |  |
| Volkerode               | Lourdeskapelle                                       | Landkreis Eichsfeld   | Bistum Erfurt       | 1906 eingeweiht |      |  |
| Wachstedt               | Klüschen Hagis, St. Marien                           | Landkreis Eichsfeld   | Bistum Erfurt       | Wallfahrtskapelle |      |  |
| Wendehausen             | Kapelle                                              | Unstrut-Hainich-Kreis | Bistum Erfurt       | am Stationsweg |      |  |
| Wingerode               | Ignatiuskapelle                                      | Landkreis Eichsfeld   | Bistum Erfurt       | Die Ignatiuskapelle ist das Ziel der einzigen Wallfahrt zu Ehren des Hl. Ignatius von Loyola außerhalb Spaniens.                                               |      |  |
| Wollbrandshausen        | Wallfahrtskapelle zu Ehren der 14 Heiligen Nothelfer | Landkreis Göttingen   | Bistum Hildesheim   | nach einer Cholera-Epidemie 1856 auf dem Höherberg errichtet 1901/02 Bau eines größeren Kirchenschiffes aus Backstein 1989 Renovierung Wallfahrt zum Höherberg |      |  |
| Worbis                  | Rochuskapelle                                        | Landkreis Eichsfeld   | Bistum Erfurt       | nach der Pestepidemie 1682/83 errichtet 1791/92 erneuert 1804 Einbau des Altars aus der Stadtkirche                                                            |      |  |
| Worbis                  | Hardtkapelle                                         | Landkreis Eichsfeld   | Bistum Erfurt       | erbaut Ende 17. Jh. aus Holz 1749 Neubau aus Stein Marienaltar und Gnadenbild der Vierzehn heiligen Nothelfer                                                  |      |  |